# 143 (album)
143 (ngôn ngữ thông tục của I Love You) là album phòng thu thứ bảy của nữ ca sĩ người Mỹ Katy Perry. Album dự kiến sẽ được phát hành vào ngày 20 tháng 9 năm 2024, bốn năm sau Smile (2020), bởi Capitol Records. Album được đặt tên theo con số được Perry xem là "thiên thần số" tượng trưng của mình. Với mục đích tạo ra một album "vũ hội" sôi động nhạc dance-pop mang lại niềm vui, cô đã quay lại hợp tác với các cộng tác cũ, bao gồm Max Martin, Dr. Luke và Stargate, những nhà sản xuất các bài hát trước đó của cô, đồng thời hợp tác lần đầu với Vaughn Oliver và Rocco Did It Again!
Album bao gồm ba đĩa đơn được phát hành trước, bao gồm "Woman's World" được phát hành với tư cách là đĩa đơn chính vào ngày 11 tháng 7 năm 2024, "Lifetimes" vào ngày 8 tháng 8 và "I'm His, He's Mine" với sự góp mặt của Doechii vào ngày 13 tháng 9.

## Phát hành và quảng bá
Perry tiết lộ vào ngày 10 tháng 7 năm 2024 rằng album thứ bảy của cô mang tựa đề 143 và sẽ được phát hành vào ngày 20 tháng 9 năm 2024 bởi Capitol Records. Để tiếp tục làm người hâm mộ phấn khích trước màn trở lại này, cô đã mở phiên phát trực tiếp trên mạng xã hội vào ngày hôm đó và hé lộ những bài hát mới trong album, bao gồm "Nirvana", "Gimme Gimme" có sự góp mặt của 21 Savage và "I'm His, He's Mine" có sự góp mặt của Doechii, lấy sample từ "Gypsy Woman" của Crystal Waters. Trong cuộc phỏng vấn trực tuyến với Lowe, Perry đã chia sẻ những đoạn trích của hai ca khúc khác trong album 143: "Lifetimes" và "Gorgeous". Album dự kiến sẽ được phát hành dưới dạng CD, đĩa than và băng cát-sét.
Đĩa đơn chính của album, "Woman's World", được phát hành vào ngày 11 tháng 7 năm 2024. Bài hát và video ca nhạc nhận được những đánh giá tiêu cực từ các nhà phê bình và công chúng. Một số nhà báo cho rằng nguyên nhân từ "vị đắng tệ hại" trong chiến lược tiếp thị album, điều mà họ thấy không giúp ích gì cho sự suy giảm danh tiếng của Perry với Witness và Smile. Sự hợp tác trở lại của Perry với Dr. Luke, nhà sản xuất từng bị ca sĩ người Mỹ Kesha cáo buộc quấy rối tình dục cũng bị chỉ trích rộng rãi. Báo chí tiếp tục đưa tin tiêu cực về chiến dịch quảng bá album với đĩa đơn thứ hai "Lifetimes", được phát hành vào ngày 8 tháng 8 năm 2024. Video ca nhạc của của bài hát này đã bị chính quyền Quần đảo Balearic, Tây Ban Nha cáo buộc xâm phạm các cồn cát được bảo vệ sinh thái.
Perry đã biểu diễn "I'm His, He's Mine" cùng Doechii và "Lifetimes" trong màn liên khúc nhận Giải thành tựu trọn đời tại Giải Video âm nhạc của MTV vào ngày 11 tháng 9. Perry tiếp tục biểu diễn tại Rock in Rio vào ngày 20 tháng 9 và trận chung kết AFL 2024 vào ngày 28 tháng 9.

## Danh sách bài hát
| 143 track listing | 143 track listing                          | 143 track listing                                                                                           | 143 track listing                          | 143 track listing |
| STT               | Nhan đề                                    | Sáng tác | Producer(s)                                | Thời lượng        |
| ----------------- | ------------------------------------------ | --- | ------------------------------------------ | ----------------- |
| 1.                | "Woman's World"                            | Katy Perry Chloe Angelides Łukasz Gottwald Aaron Joseph Vaughn Oliver Rocco Valdes                          | Dr. Luke Joseph Rocco Did It Again! Oliver | 2:43              |
| 2.                | "Gimme Gimme" (hợp tác với 21 Savage)      | |                                            | 2:57              |
| 3.                | "Gorgeous" (hợp tác với Kim Petras)        | |                                            | 3:17              |
| 4.                | "I'm His, He's Mine" (hợp tác với Doechii) | Perry Jaylah Hickmon Gamal Lewis Gottwald Valdes Ferras Ryan Ogren Theron Thomas Neal Conway Crystal Waters | Dr. Luke Rocco Did It Again!               | 3:18              |
| 5.                | "Crush"                                    | |                                            | 2:57              |
| 6.                | "Lifetimes"                                | Perry Lewis Gottwald Valdes Sarah Hudson Ogren Thomas Oliver                                                | Dr. Luke Oliver                            | 3:12              |
| 7.                | "All the Love"                             | |                                            | 3:15              |
| 8.                | "Nirvana"                                  | |                                            | 2:51              |
| 9.                | "Artificial" (hợp tác với JID)             | |                                            | 2:43              |
| 10.               | "Truth"                                    | |                                            | 2:57              |
| 11.               | "Wonder"                                   | |                                            | 3:24              |
| Tổng thời lượng:  | Tổng thời lượng:                           | Tổng thời lượng:                                                                                            | Tổng thời lượng:                           | 33:34             |

## Lịch sử phát hành
| Khu vực  | Thời gian                | Định dạng                                            | Nhãn    | Ng.   |
| -------- | ------------------------ | ---------------------------------------------------- | ------- | ----- |
| Toàn cầu | Ngày 20 tháng 9 năm 2024 | Cassette CD tải kỹ thuật số phát trực tuyến đĩa than | Capitol | [ 5 ] |